# Harry Boedjawan
Harrypersad (Harry) Boedjawan (29 september 1946 - Paramaribo, 24 maart 2021) was een Surinaams industrieel, zangvogelsporter en voetbalbestuurder. Hij ontving allerlei onderscheidingen en liet het voetbalstadion bouwen van SV Voorwaarts.

## Biografie
Harry Boedjawan voltooide de technische school en ging daarna aan het werk voor Suralco. Hij richtte in 1978 het constructiebedrijf COBO Holding NV op dat hij uitbreidde met de fabricage van staal, pvc-buizen en zuurstof.
Hij richtte in 1964 de jeugdvoetbalclub Fun Makers op, in 1972 de sportvereniging De Nieuwe Ster en in 1982 de voetbalclub voor veteranen Goejaba. Hij was jarenlang bestuurslid van SV Voorwaarts, waaronder van 1998 tot 2010 als voorzitter. Hij schonk in 1998 het overgrote deel van de financiering van 340.000 USD voor de bouw van het voetbalstadion met drieduizend zitplaatsen voor de sportvereniging. Het stadion raakte in twintig jaar tijd verwaarloosd en vanaf 2017 was het om veiligheidsredenen niet meer bruikbaar.
Verder maakte hij zich verdienstelijk in de zangvogelsport. Hij deed zelf mee aan wedstrijden en het Harry Boedjawan Zangvogel Toernooi is naar hem vernoemd.
Hij ontving meerdere onderscheidingen, waaronder drie maal in de Ere-Orde van de Palm: in 1997 (eremedaille), in 2004 (Ridder) en 2010 (Officier).  Voor zijn actieve rol in de voetbalwereld werd hij onderscheiden door het IOC en de FIFA. Door het ministerie van Onderwijs en Sport werd hij in 2001 uitgeroepen tot Zangvogelsporter van de Twintigste Eeuw.
Aan het eind van zijn carrière, op 70-jarige leeftijd, richtte hij de Harrypersad Boedjawan Foundation op met het doel om populair wetenschappelijke boeken uit te laten brengen over de geschiedenis van het Surinaamse bedrijfsleven en sport. In dit kader verscheen in 2018 het boek Bauxietindustrie in Suriname - deel 1, uit een serie van acht geplande delen.
Harry Boedjawan overleed in maart 2021 in het Diakonessenhuis in Paramaribo. Hij is 74 jaar oud geworden.